# Кампу Инфериоре (Леко)
Кампу Инфериоре је насеље у Италији у округу Леко, региону Ломбардија.
Према процени из 2011. у насељу је живело 29 становника. Насеље се налази на надморској висини од 293 м.